# Radikal 101
Radikal 101 mit der Bedeutung „verwenden, benutzen“ ist eines von 23 der 214 traditionellen Radikale der chinesischen Schrift, die mit fünf Strichen geschrieben werden.
Mit 6 Zeichenverbindungen in Mathews’ Chinese-English Dictionary gibt es nur sehr wenige Schriftzeichen, die unter diesem Radikal im Lexikon zu finden sind.
Das Radikal „benutzen“ nimmt nur in der Langzeichen-Liste traditioneller Radikale, die aus 214 Radikalen besteht, die 101. Position ein. In modernen Kurzzeichen-Wörterbüchern kann es sich an ganz anderer Stelle finden. Im Neuen chinesisch-deutschen Wörterbuch aus der Volksrepublik China steht es zum Beispiel mit einem ganz anderen Radikal an 19. Stelle.
Was die Siegelschrift-Form  darstellt, ist heute unklar. Manche Experten meinen, es sei ein Holzeimer und somit ein Gebrauchsgegenstand und das Zeichen sei deshalb für das Wort benutzen genommen worden.
Im Cihai wird 用 nicht mehr als Radikal geführt, es ist dort unter 冂 (2 Striche) nachzuschlagen. Im zusammengesetzten Zeichen fungiert 用 vor allem als Lautträger wie in 佣 (yong = angestellt sein = 亻 Mensch + 用 gebrauchen), 拥 (yong = umarmen), 痈 (yong = Karbunkel).
In zwei Fällen tritt 用 sowohl als Sinn wie auch als Lautträger auf, nämlich in den aus ursprünglich zwei Zeichen zusammengesetzten Formen 甭 (beng = nicht benutzen = 不 bu = nicht + 用 yong = benutzen) und der gleichbedeutenden, abgewandelten Form mit 勿 (wu = nicht) in der Kopfposition.
Schreibvariante des Radikals: 甩

## Schriftzeichenverbindungen, die vom Radikal 101 regiert werden
| Striche | Zeichen |
| ------- | ------- |
| +0      | 用 甩   |
| +01     | 甪      |
| +02     | 甫 甬   |
| +04     | 甭 甮   |
| +07     | 甯      |

 Im Unicodeblock Kangxi-Radikale ist das Radikal 101 unter der Codepointnummer 12.132 (U+2F64) codiert.